# Ракетно-артиллерийские катера типа «Интрепида»
Ракетно-артиллерийские катера типа «Интрепида» — серия из двух боевых катеров, состоящих на вооружении ВМС Аргентины. Изначально планировалось построить четыре катера.

## История разработки и строительства
С середины XX века аргентино-чилийские трения вокруг островов в проливе Бигля едва не привели к войне. Это, а также осложнившиеся отношения с Британией (Операция «Кондор» аргентинских националистов), заставило правительство в Буэнос-Айресе обратить взор на корабельно-катерный состав флота, охранявший южные рубежи страны.
Почти все торпедные катера типа «Хиггинс» были выведены из состава флота, а с последних двух — «Алакуш» и «Товора», переведённых в состав береговой охраны, были сняты торпедные аппараты.

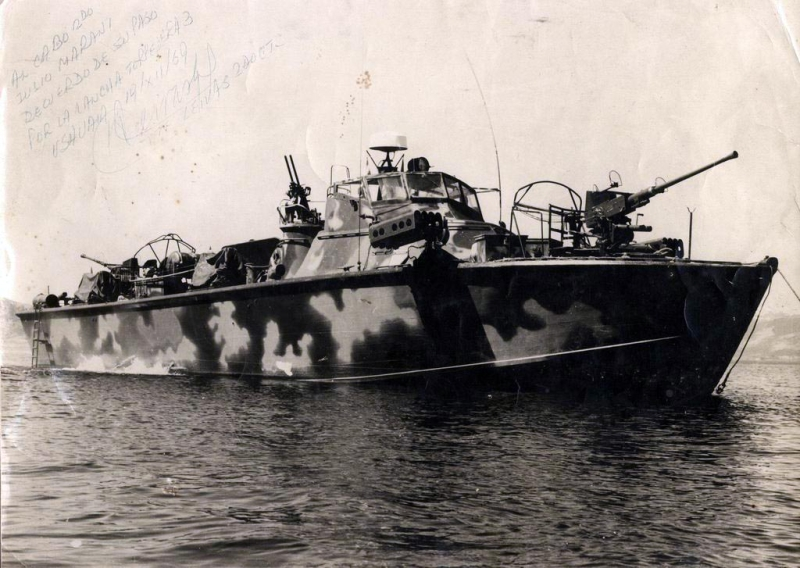
«Алакуш» — предшественник «Интрепиды», в море. Район города Ушуая, 1962 год

В 1970-х годах в Германии было заказано четыре торпедных катера, спроектированных на основе проекта TNC 45. Постройкой занималась верфь Lürssen в Бремене, позже, строительство двух было отменено. Катера были введены в строй в течение 1974 года, «Интрепида» — 20 июля, «Индомита» — 12 декабря.

## Служба
«Интрепида», «Индомита» и патрульные катера типа «Барадеро» объединены в боевую группу катеров (исп. Agrupación Lanchas Rápidas, APLA), базирующейся на военно-морскую базу Ушуая. Группа осуществляет патрулирование проливов на границе с Чили и район острова Эстадос.
В 1978 году во время аргентинского плана вторжения в Чили (Операция «Суверенитет»), катера, с бойцами «Бузо тактико» на борту, вошли в оперативную группу 42.1, целью которой были диверсионные рейды на побережье Чили.
В Фолклендской войне катера не участвовали.
«Интрепида» и «Индомита» участвуют в спасательных операциях, проводят топографическую съёмку.
В 1998 году головной катер серии, был оснащён ракетной установкой Exocet MM38.
По состоянию на 2010 год оба катера находились в составе ВМС Аргентины.
В середине 2012 «Интрепида» была отбуксирована корветом «Гранвилл» в военно-морскую базу Пуэрто-Бельграно для ремонта двигателей. «Индомита» находится в доке верфи Astillero Almirante Storni (военно-морской комплекс CINAR Министерства обороны Аргентины) в Буэнос-Айресе, на катере производится ремонт двигателей и модернизация радиоэлектронного оборудования.

## Список катеров
| Бортовой номер | Имя                                     | Позывной | В строю с |
| -------------- | --------------------------------------- | -------- | --------- |
| P-85           | ARA Intrépida (с исп. — «Неустрашимый») | ?        | Июль 1974 |
| P-86           | ARA Indómita (с исп. — «Дикий»)         | ?        | Июль 1974 |